# Johann August Landvoigt
Johann August Landvoigt (* 9. od. 10. November 1715 in Gaschwitz; † 16. Februar 1766 in Marienberg/Erzgebirge) war ein deutscher Jurist und Flötist.

## Leben
Landvoigt wurde 1715 als Sohn des „Kunst- und Lustgärtners“ bzw. „Hortulanus“ Johann August Landvoigt und dessen Frau Dorothea, geb. Schiel, in Gaschwitz geboren. Er besuchte ab 1730 als „Externer“ und ab 1731 als „Alumne“ die Thomasschule zu Leipzig. Dort schrieb er den Text zur verschollenen Bach-Kantate Thomana saß annoch betrübt (BWV Anh. 19) von Thomaskantor Johann Sebastian Bach, welche 1734 anlässlich der Begrüßung des neuen Rektors der Thomasschule, Johann August Ernesti, aufgeführt wurde. 1737 immatrikulierte er sich an der Universität Leipzig, wo er um 1740 bei Johann Christoph Gottsched hörte.
In der Tabula Musicorum des Großen Konzerts, dem Vorgänger der Gewandhauskonzerte, wird er von 1746 bis 1748 als 1. Flötist gelistet. Von 1753 bis 1755 war er nachweislich Notar in Leipzig. Außerdem wird er im Leipziger Adressbuch (1755) als Ehrenmitglied der Gesellschaft der freyen Künste zu Leipzig und „Juris Practicus“ geführt. Zuletzt war er laut Sterbeeintrag „Kurfürstlicher durchlauchter zu Sachsen wohlbestallter General-Akziskommisär im erzgebirgischen Kreyse“. 
Im Jahr 1758 heiratete er in Marienberg Sophie Friederike Schlegel, eine Nachfahrin von Lucas Cranach d.Ä. und Tante von August Wilhelm und Friedrich Schlegel.